# 訃報 2002年11月
訃報 2002年11月（ふほう 2002ねん11がつ）では、2002年（平成14年）11月中に物故した、又は物故が報じられた人物についてまとめる。

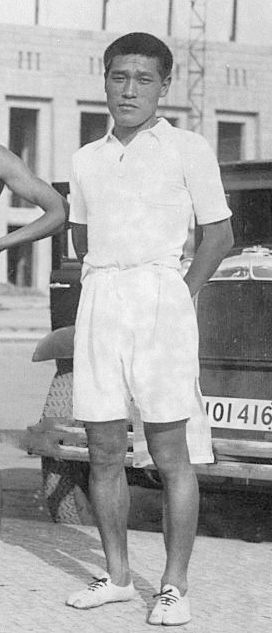
孫基禎／11月15日没

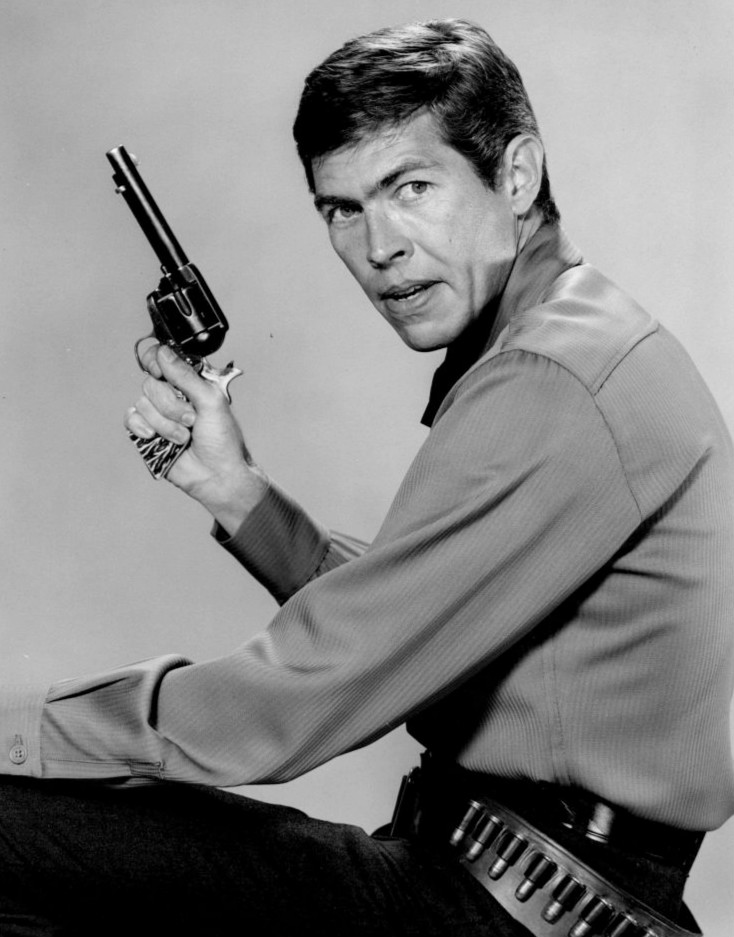
ジェームズ・コバーン／11月18日没

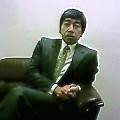
高円宮憲仁親王／11月21日没

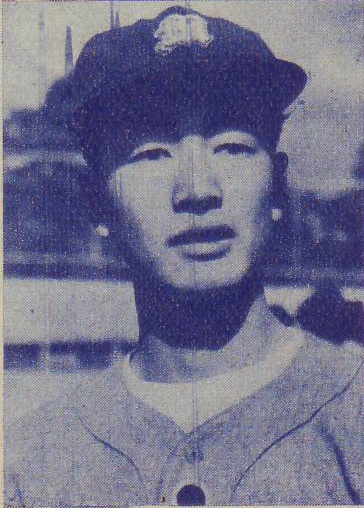
杉尾富美雄／11月23日没

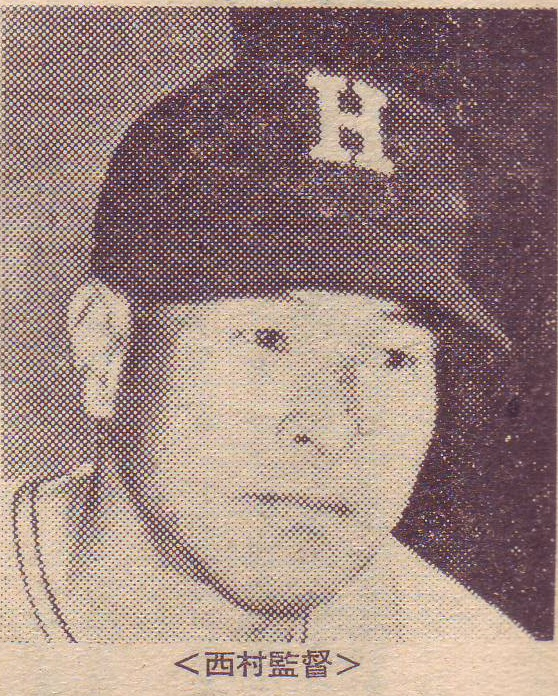
西村正夫／11月28日没

## （1日 - 15日）
- 11月2日 - トニオ・セルヴァルト、俳優（* 1896年）
- 11月2日 - 竹本吉夫、内科医・内科学者（* 1925年）
- 11月3日 - ジョナサン・ハリス、俳優・声優（* 1914年）
- 11月4日 - 小島太作、外交官（* 1912年）
- 11月4日 - 田中正俊、中国史・東洋史学者（* 1922年）
- 11月4日 - 渡辺文蔵、実業家（* 1907年）
- 11月5日 - 范文雀、女優（* 1948年）
- 11月5日 - 飛田茂雄、アメリカ文学者・翻訳家（* 1927年）
- 11月6日 - 秦野章、官僚・政治家、元法務大臣（* 1911年）
- 11月9日 - アドリアン・エッシュバッハー、ピアノ奏者（* 1912年）
- 11月9日 - ヤン・フルスケル、美術史研究者（* 1907年）
- 11月10日 - 荒憲治郎、経済学者（* 1925年）
- 11月10日 - 伊藤亘行、声楽家（* 1921年）
- 11月10日 - 小関藤一郎、社会学者（* 1912年）
- 11月10日 - 筒井直久、公吏・政治家・実業家（* 1903年）
- 11月11日 - 江上波夫、考古学者（* 1906年）
- 11月13日 - 小山正孝、詩人（* 1916年）
- 11月14日 - 内野熊一郎、漢文学者（* 1904年）
- 11月14日 - エディ・ブラッケン、俳優・コメディアン・歌手（* 1915年）
- 11月15日 - 孫基禎、マラソン選手（* 1912年）

## （16日 - 30日）
- 11月17日 - アバ・エバン、政治家（* 1915年）
- 11月17日 - 田中謙二、中国文学者（* 1912年）
- 11月18日 - ジェームズ・コバーン、俳優（* 1928年）
- 11月18日 - 則武保夫、経済学者（* 1925年）
- 11月18日 - クラース・ボーン、ヴィオラ奏者（* 1915年）
- 11月20日 - 保昌正夫、国文学者・文芸評論家（* 1925年）
- 11月21日 - 伊藤喜一郎、実業家（* 1929年）
- 11月21日 - 高円宮憲仁親王、日本の皇族（* 1954年）
- 11月22日 - ベアトリス・デ・ボルボン・イ・バッテンベルグ、スペイン王女（* 1909年）
- 11月23日 - 杉尾富美雄、プロ野球選手（* 1934年）
- 11月23日 - ロベルト・マッタ、画家（* 1911年）
- 11月24日 - 小川仁一、政治家（* 1918年）
- 11月24日 - 山川雄巳、政治学者（* 1932年）
- 11月25日 - 北田光男、実業家（* 1914年）
- 11月25日 - ユージン・ロストウ、法学者（* 1913年）
- 11月27日 - スタンリー・ブラック、音楽家（* 1913年）
- 11月27日 - 後藤康男、実業家（* 1923年）
- 11月27日 - 大庭脩、歴史学者（* 1927年）
- 11月27日 - 大野真弓、西洋史学者（* 1907年）
- 11月27日 - ビリー・バード、女優（* 1908年）
- 11月27日 - エドウィン・L・メカム、政治家（* 1912年）
- 11月28日 - 西村正夫、元プロ野球選手（* 1912年）
- 11月28日 - 吉原幸子、詩人（* 1932年）
- 11月29日 - 家永三郎、歴史学者（* 1913年）
- 11月29日 - ダニエル・ジェラン、俳優（* 1921年）
- 11月30日 - 谷光次、政治家（* 1907年）
- 11月30日 - 門馬晋、ジャーナリスト（* 1930年）
- 11月30日 - 平井康三郎、作曲家（* 1910年）

## 没日不明
- 11月 - 村田宏雄、社会心理学者・評論家（* 1919年）